# Eureka! Zientzia Museoa
El Museo de Ciencias Eureka, dentro de la acción social de la Fundación Kutxa, es un recurso cultural y educativo al servicio de la sociedad. Situado en el Parque Tecnológico de Miramón de San Sebastián, en un entorno natural.

## Características
¡Eureka! El Museo de Ciencias es un museo interactivo donde se presenta la información de forma lúdica y educativa, con un nuevo estilo de comunicación, manipulando objetos y realizando experimentos. El museo tiene como objetivo proporcionar un entorno estimulante para la participación en actividades relacionadas con el mundo de la ciencia y la tecnología. Se puede decir que es un centro de divulgación científica, apto para todas las edades, un complemento a los programas educativos para comprender los principios científicos, así como un recurso para familias e individuos para su ocio, orientado al desarrollo personal.  Tiene una superficie de 8.000m2.

## Secciones
- Exposiciones permanentes:
  - Hipatia : allí se pueden ver varios campos de la ciencia. Cuenta con más de 170 módulos interactivos divididos en 8 salas temáticas.
  - Animal: Esta instalación de 260 m2 recrea tres ambientes: una selva tropical, un desierto y el mar, a través de un estanque marino. En estos entornos únicos, los visitantes se encontrarán con una variedad de animales, representantes de cada ecosistema.
- Planetario 3D: Con 142 butacas, es una herramienta muy útil para la enseñanza de la astronomía, además de ofrecer proyecciones de cine inmersivo más lúdicas. Cuenta con el software digital Sky Skan.[4]
- Observatorio astronómico: El péndulo de Foucault, así como diversas animaciones y espectáculos, y una zona más lúdica con simuladores.
- En los jardines exteriores hay un conjunto de maquetas (relativas a edificios patrimoniales de Guipúzcoa), así como un mini jardín botánico y aparcamiento gratuito.
- Txikiklik: Un espacio para niños entre 4 y 9 años.[3]